# Cunco
|  | Per a altres significats, vegeu «cuncos». |

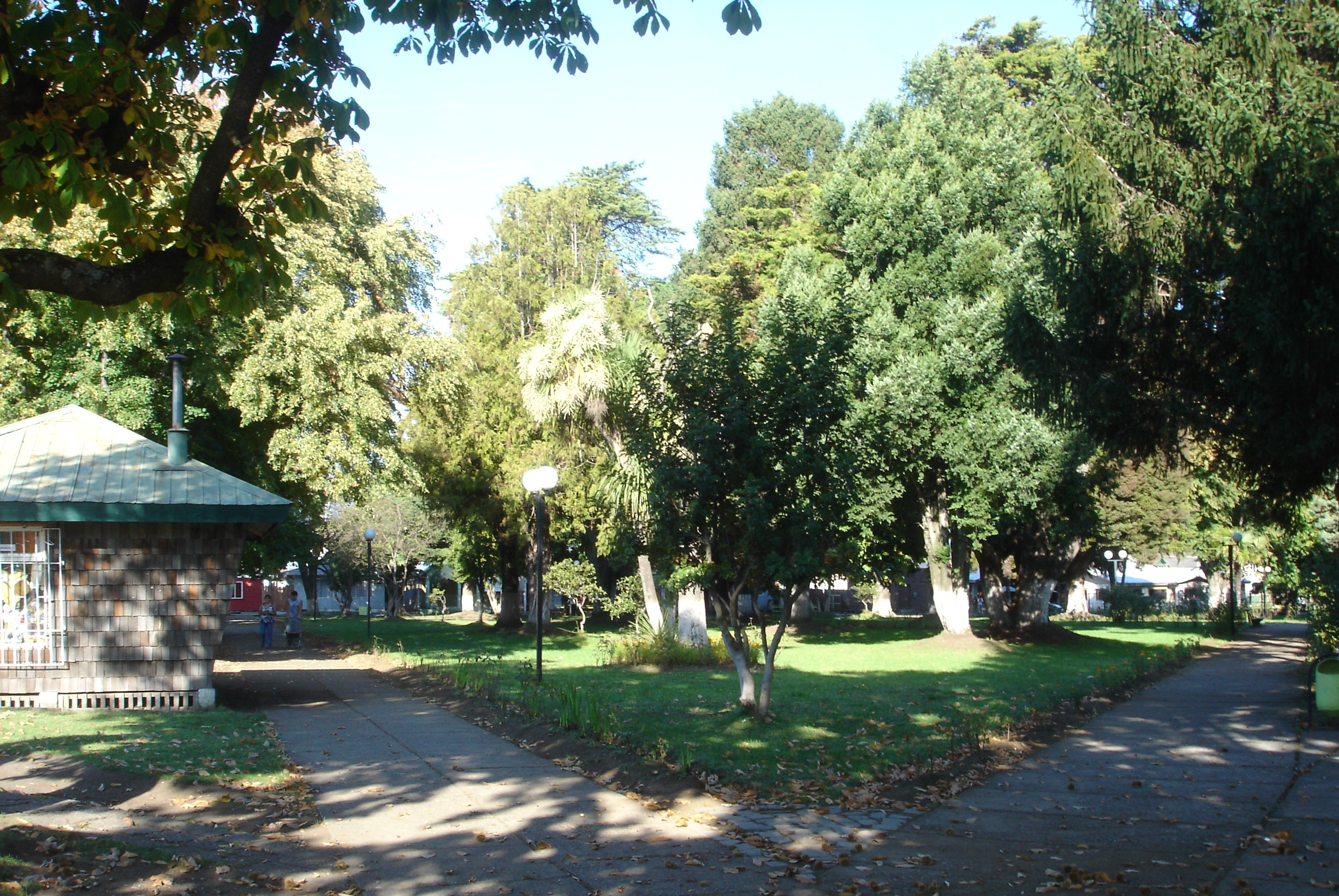
Vista del centre de Cunco

Cunco és una comuna de Xile a la província de Cautín de l'Araucanía. El territori municipal té una superfície de 1.907 km² i una població de 18.703 habitants (2002). Integra amb Gorbea, Curarrehue, Loncoche, Pucón, Toltén i Villarrica el Districte Electoral Núm. 52 i pertany a la 15a Circumscripció Senatorial (Araucanía Sur). Cunco, en llengua maputxe significa "aigua clara". És a 60 km al sud-orient de Temuco, i a 77 km de la frontera amb l'Argentina. Els seus centres urbans són la ciutat del mateix nom, Los Laureles, Choroico, Las Hortensias i Villa García.

## Història

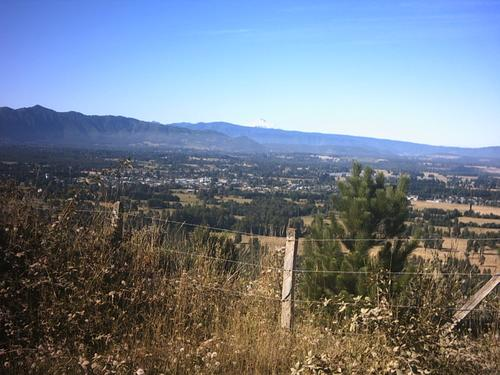
Vista de Cunco (2006)

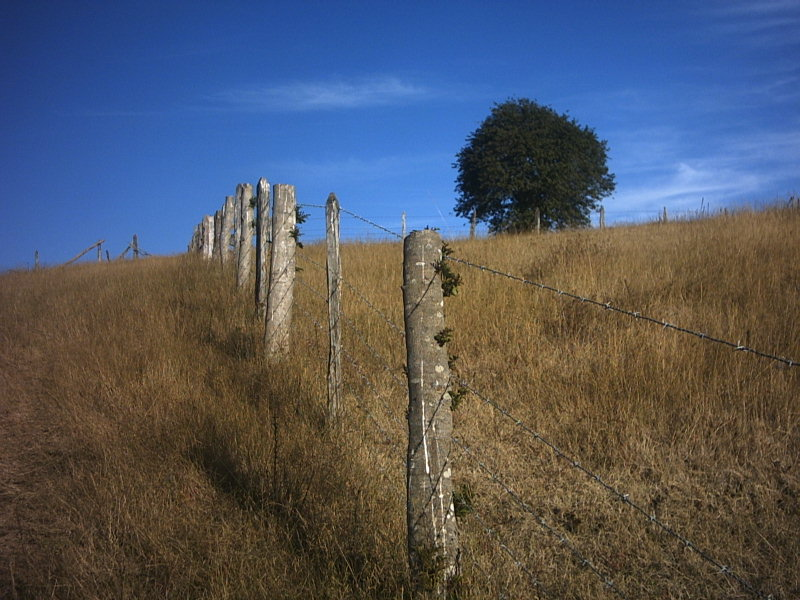
Vista de Huichahue - Cunco (2006)

Cunco neix com un fort per a la defensa i començament de la colonització, emplaçada entre els terrenys inundables Cunco i Nahuelcura i propera a l'afluent del riu Allipén. L'arribada del ferrocarril al començament del segle xx va actuar com a detonant del seu desenvolupament urbà.
Un dels aspectes més notables de la història aeronàutica sud-americana va ocórrer el 13 d'abril de 1918, quan el pilot argentí Luis Candelaria s'enlaira des de la localitat argentina de Zapala i després de realitzar un vol de 2 hores i 30 minuts i arribar als 4.000 metres sobre el nivell del mar, aconsegueix descendir i aterrar a la rodalia de Cunco en una improvisada pista, aconseguint d'aquesta manera realitzar l'anhelat encreuament de la serralada dels Andes amb avió.
L'any 1998 es va aixecar un monument binacional a Cunco per recordar la gesta d'aquest intrèpid aviador que va morir als 71 anys a la seva ciutat natal San Miguel de Tucumán l'any 1963 i que va ser enterrat a la localitat de Zapala segons la seva última voluntat, lloc on va iniciar aquest històric fet que va marcar la seva vida.

## Demografia
La població censada a la comuna el 2002 era d'uns 18.703 habitants. El 2009 tenia una considerable població d'ètnia maputxe (24%). La majoria de la població manifestava professar la religió catòlica (76%, 2002) amb un important sector d'evangelistes (18%, 2002). El 2009 tenia una taxa de desocupació del 20% i una taxa de pobresa del 31% per sobre les mitjanes de la regió i el país (2009). L'ocupació era dominada eminentment pel sector primari (36% dels ocupats, 2010) amb unes cabanyes ramaderes que superaven els 70.000 caps de bestiar (principalment bovins i ovins, 2007). Hi també un cert component del sector terciari i d'administracions públiques.